# Соглашение Хора — Лаваля
Соглашение Хора — Лаваля, также пакт Хора — Лаваля (англ. Hoare-Laval Pact, фр. Pacte Hoare-Laval), план Хора — Лаваля, — секретное соглашение Франции и Великобритании от декабря 1935 года о плане урегулирования Абиссинского кризиса. Заключено министрами иностранных дел Великобритании и Франции Сэмюэлем Хором и Пьером Лавалем. Оно было достигнуто в рамках политики умиротворения, в данном случае фашистской Италии. 
По условиям соглашения Эфиопия должна была передать Италии части областей Тигре, Данакиль и Огаден, а также выделить для Италии значительную зону «экономической экспансии и колонизации» в южной Эфиопии. В обмен Италия бы уступала Эфиопии узкую полосу территории Южной Эритреи с выходом к морю в Асэбе. Также негус сохранял свой суверенитет над территориями, которые не были завоёваны Италией. Соглашение не было реализовано в результате сопротивления Эфиопии и протестов во Франции и Великобритании, в результате которых состоялась отставка и Хора, и Лаваля. Британский историк Алан Джон Персиваль Тейлор утверждал, что это соглашение «убило Лигу [Наций]».

## Предыстория

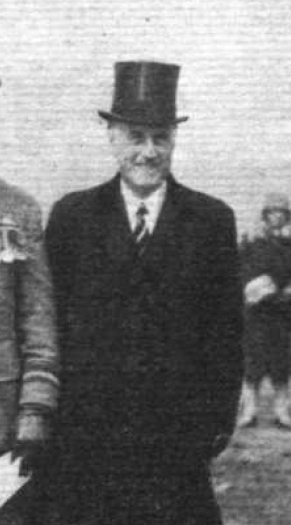
Сэмюэль Хор, министр иностранных дел Великобритании

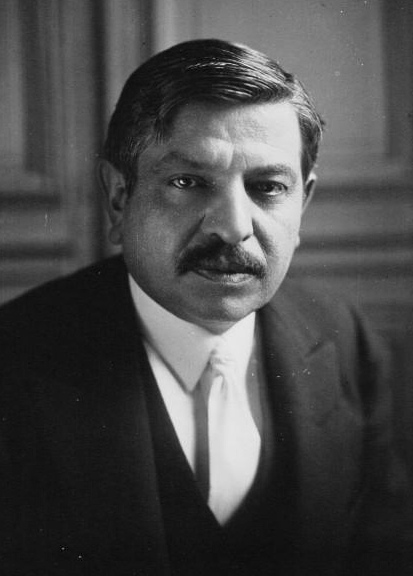
Пьер Лаваль, премьер-министр и министр иностранных дел Франции

3 октября 1935 года в ходе Абиссинского кризиса началась Вторая итало-эфиопская война. 7 октября Совет Лиги Наций признал, что Италия начала войну в нарушение обязательств, данных в статье 12 Версальского договора. Статья предусматривала представление государствами-членами Лиги всех спорных вопросов в международный арбитраж. Данное решение было ратифицировано Ассамблеей Лиги 11 октября. Не поддержали его только государства, которые фактически находились в орбите итальянской внешней политики, — Австрия, Венгрия и Албания. В соответствии со статьёй 16 Версальского договора ассамблея создала координационный комитет («комитет 18-ти»), который рекомендовал наложить санкции на предоставление кредитов Италии, на экспорт оружия, дерева, угля, железа в Италию и импорт итальянских товаров, но не затрагивал наиболее значимый для Италии вопрос — получение нефти. Хотя Италия и планировала полный разгром Эфиопии, её дальнейшие действия зависели от европейской дипломатии.
Ни Великобритания, ни Франция не планировали изначально противодействовать Италии. Уже 22 октября Великобритания приняла предложение Лаваля путем переговоров достигнуть компромисса между Италией и Эфиопией. Британский военный историк Коррелли Барнетт отмечал, что для Британии важно было не допустить ситуации, когда Италия «стала бы потенциальным врагом на главной линии имперских коммуникаций Англии в то время, когда она уже находится под угрозой со стороны [Германии и Японии] двух существующих потенциальных врагов на противоположных концах линии. Если — что ещё хуже — Италия будет сражаться в будущей войне в качестве союзника Германии или Японии, или обеих стран, британцы будут вынуждены покинуть Средиземное море впервые с 1798 года». По мнению Барнетта, было «крайне опасной глупостью провоцировать Италию» из-за военной и военно-морской слабости Великобритании, и поэтому компромисс был разумным вариантом. Аналогичные проблемы были и у французского флота. Помимо этого, Франция все ещё рассчитывала на военное соглашение с Италией об обеспечении независимости Австрии.

## Переговоры и заключение соглашения
Итальянский дуче Муссолини послал в Великобританию генерала Эцио Гарибальди в качестве личного агента. Посол Италии в Лондоне Дино Гранди совместно с постоянным заместителем министра иностранных дел Великобритании Робертом Ванситтартом работал над проектом возможного соглашения. Также подготовительная работа над соглашением была проделана в Париже сотрудником Форин-офиса Морисом Петерсоном и его французским коллегой графом Рене де Сен-Кантеном. Затем Ванситтарт и Хор окончательно доработали проект.
На британских ноябрьских всеобщих выборах победило правительство Стэнли Болдуина, обещавшее в своей предвыборной платформе поддержать санкции Лиги Наций в отношении Италии. Правительство надеялось, что жесткие санкции против Италии могут отбить у нацистской Германии охоту к подобным действиям. Также санкции против Италии поддержали и официальная оппозиция (лейбористы), и доминионы.
Однако после того, как Муссолини озвучил угрозу развязать войну с Англией и Францией, если санкции на нефть будут введены, и на фоне слухов об англо-французских манёврах в Средиземном море, 7 декабря 1935 года министр иностранных дел Великобритании Сэмюэль Хор обсудил пути прекращения войны со своим французским коллегой Пьером Лавалем, который одновременно возглавлял правительство и был в нём министром иностранных дел.

## Условия
По условиям достигнутого между Хором и Лавалем соглашения Эфиопия должна была передать Италии части областей Тигре, Данакиль и Огаден общей площадью 150 тыс. км² (уже завоеванная Италией часть Тигре должна была отойти Итальянской Эритрее, а большая часть Огадена — Итальянскому Сомали), а также выделить для Италии значительную зону «экономической экспансии и колонизации» в южной Эфиопии (которая бы находилась под той или иной формой контроля со стороны Лиги Наций). В обмен Италия бы уступала Эфиопии узкую полосу территории Южной Эритреи с выходом к морю в Асэбе (около 8 тыс. км²). Также негус сохранял свой суверенитет над территориями, которые не были завоёваны Италией.
Впоследствии Лаваль так вспоминал об этом:
«Мы сразу же пришли к соглашению относительно исключения военных санкций, непринятия никаких мер морской блокады, относительно отсутствия необходимости рассматривать вопрос о закрытии Суэцкого канала, — одним словом об исключении всяких мер, могущих привести к войне».
9 декабря британские газеты обнародовали просочившиеся подробности соглашения о передаче части территории Эфиопии Италии с целью прекращения войны. Британский кабинет министров не одобрил предварительный план, но решил поддержать его, чтобы не ставить Хора в неловкое положение.
Содержание соглашения было разглашено прессой (предположительно благодаря противникам фашистской Италии на Кэ д'Орсэ) и вызвало осуждение по всему миру.

## Реакция

### Великобритания

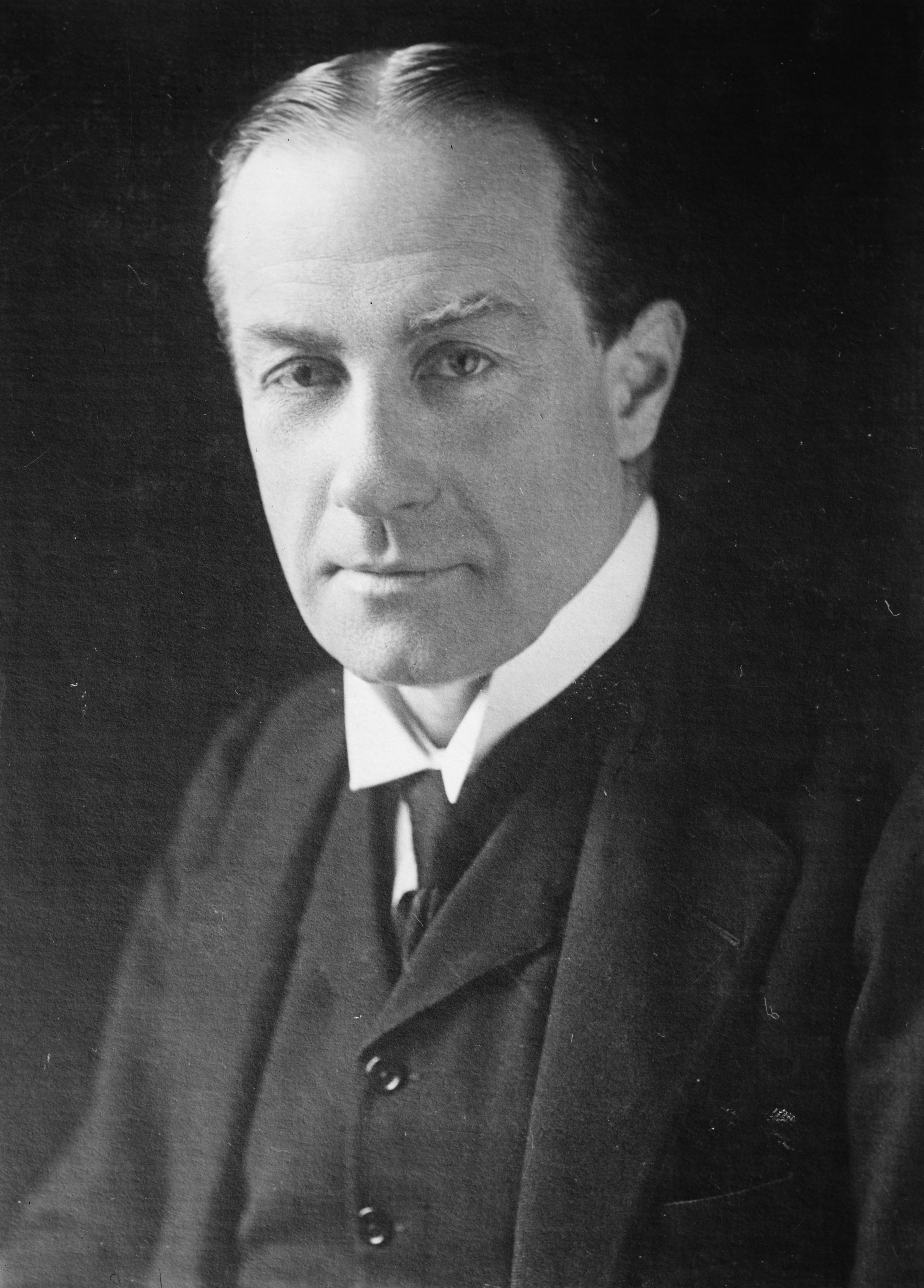
Стэнли Болдуин, премьер-министр Великобритании

Пакт был встречен волной морального негодования в Великобритании. 10 декабря оппозиционная Лейбористская партия заявила, что если сообщения в прессе о содержании пакта были правдой, то курс правительства противоречит политике сторонников Лиги, с которой оно только что победило на выборах 1935 года.
Консерваторы доминировали в правительстве и мало заботились о мнении левых. Однако они не могли больше игнорировать недовольство пактом, когда атаки начались справа. Архиепископ Кентерберийский Космо Лэнг осудил пакт в письме в The Times, многие другие епископы написали напрямую премьер-министру Болдуину, также выступая против пакта. Главный кнут консерваторов Дэвид Маргессон сказал Болдуину: «Наши люди этого не потерпят». Сэр Остин Чемберлен в речи перед консервативным комитетом по иностранным делам осудил пакт и сказал: «Джентльмены не должны так себя вести». В результате Болдуин заявил, что пакт не может быть поддержан правительством даже в качестве предварительных условий переговоров, поскольку не получил нужной поддержки со стороны общественного мнения и не соответствует демократии.
Дафф Купер, государственный секретарь по военным вопросам, позже писал, что «прежде чем Дуче успел заявить о себе, народ Великобритании поднял вой негодования. … Даже спокойные избиратели из дивизии имени Святого Георгия были глубоко тронуты. Почтовая сумка была полна, и письма, которые я получал, были написаны не невежественными или эмоциональными людьми, а ответственными гражданами, которые трезво обдумали этот вопрос». Купер отмечал, что за всё время своей политической карьеры он «не был свидетелем столь разрушительной волны общественного мнения».
Депутат Гарольд Николсон позднее говорил, что после заключения пакта он не спал ночами, беспокоясь, сможет ли сохранить своё место. Николсон отмечал, что он сложил бы свой депутатский мандат, если бы отставка Хора не произошла и Болдуин не осудил бы пакт.

### Франция

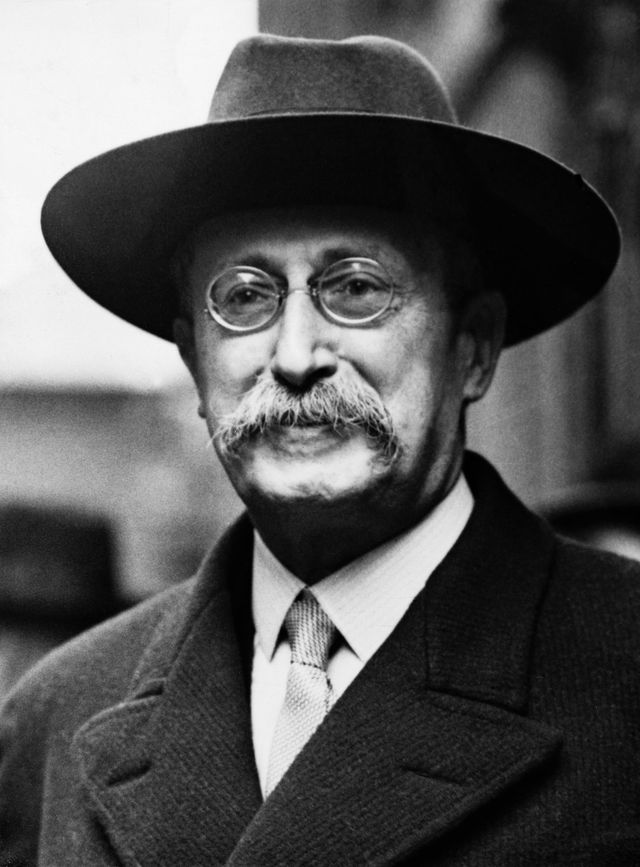
Леон Блюм, один из организаторов Народного фронта

Когда Палата депутатов Франции обсуждала пакт 27 и 28 декабря, антифашистский Народный фронт осудил его, а один из организаторов Фронта (и будущий премьер-министр после победы Фронта на парламентских выборах 1936 года) Леон Блюм заявил Лавалю:
«Вы хотели получить свой кусок пирога и съесть его. Вы отменили свои слова своими делами, а свои дела своими словами. Вы всё испортили интригами и хитростью… Будучи недостаточно восприимчивым к важности великих моральных проблем, вы свели всё к уровню своих мелких методов».
Ивон Дельбос, другой член Народного фронта (и будущий министр иностранных дел в Первом правительстве Блюма), в своём выступлении, обращаясь к Лавалю, заявил, что его план является полностью провальным, так как, во-первых, Италия так и не была удовлетворена условиями пакта, во-вторых, Франции необходимо вернуться «к духу Пакта [Лиги Наций], сохранив соглашение с нациями, собравшимися в Женеве». Бывший министр юстиции Поль Рейно, противник политики умиротворения, обвинил правительство в пособничестве Гитлеру и разрушении англо-французского союза.
Однако при голосовании о вотуме доверия правительству, которое прошло по предложению Дельбоса, «за» проголосовало большинство, 296 депутатов (в том числе, что было неожиданно, 37 членов Народного фронта), «против» — всего 276 депутатов. В свете прошедших дебатов такие итоги дали повод подозревать правительство в фальсификации голосования и подкупе депутатов.

### Италия

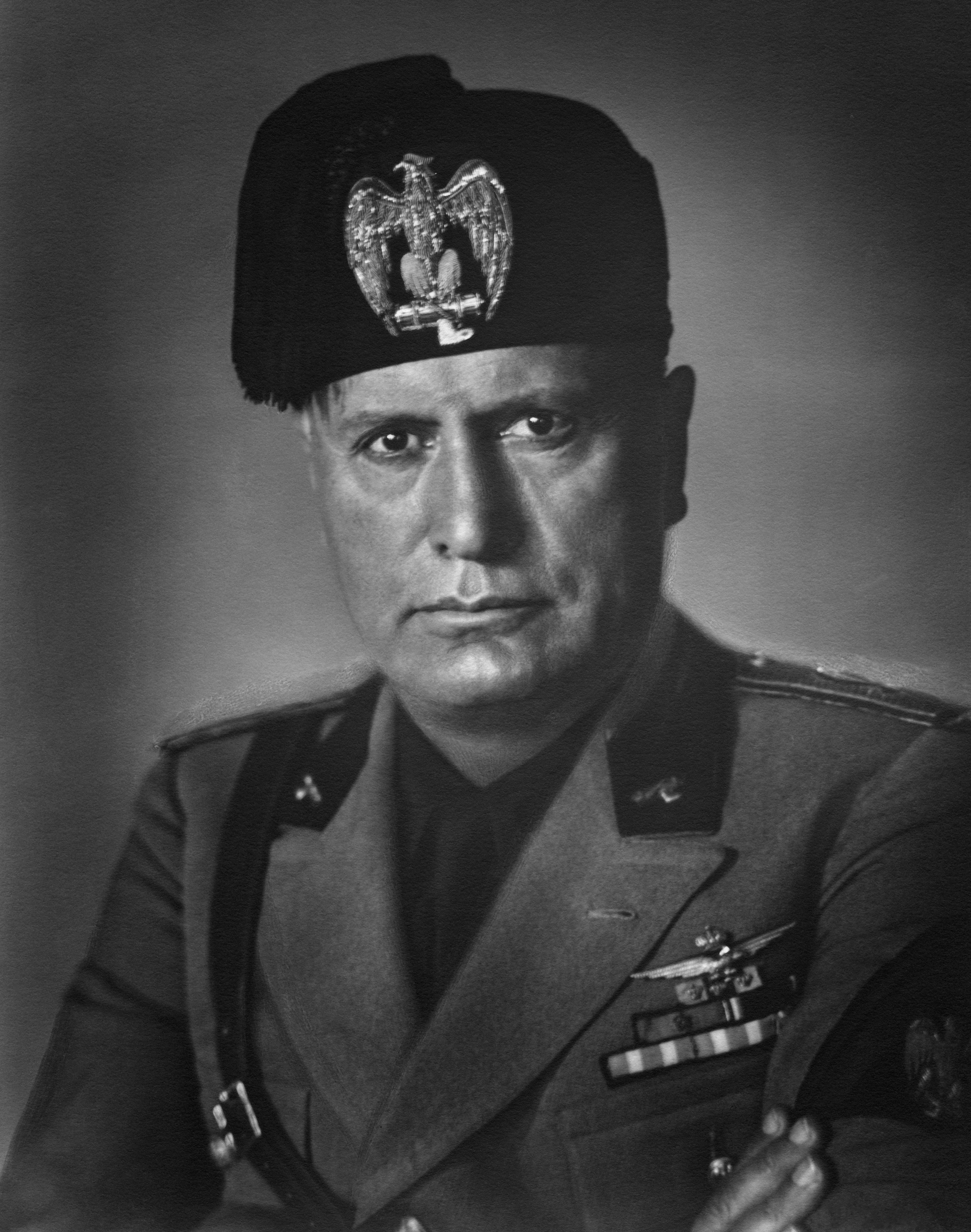
Бенито Муссолини, итальянский дуче

Ещё перед заключением пакта Лаваль настаивал на незамедлительном и положительном ответе Италии. Муссолини сначала хотел оценить международную реакцию по поводу соглашения, поэтому он сообщил Лавалю, что ни одно решение не может быть принято, пока не соберется Большой фашистский совет 18 октября. Не решаясь пока что ни на полное согласие, ни на жёсткий отказ, дуче стал зондировать британскую и французскую стороны по вопросу дополнительных уступок: большей территории, более чёткого определения экономической экспансии, обязательства Эфиопии по разоружению. Когда Лаваль ответил, что не может сделать большего, Муссолини продолжил затягивать принятие соглашения, будучи уверен, что в будущем последует новая отсрочка ввода санкций на нефть. Но, поскольку все итальянские дипломаты считали соглашение Хора—Лаваля справедливым, а военные из-за смены командования в Эфиопии от Боно к Бадольо выжидали, Муссолини склонялся к принятию соглашения.
Незадолго до созыва Большого фашистского совета Муссолини составил проект коммюнике, в котором сообщалось о принятии соглашения Хора—Лаваля как основы для последующих переговоров. Но раньше, чем заявление Муссолини было опубликовано в прессе, общественное мнение в Великобритании заставило правительство отказаться от соглашения, а Хора — подать в отставку. Как только соглашение в Великобритании было отклонено, Муссолини отозвал своё коммюнике.
В то время в Италии росла усталость от войны, наступил тревожный застой, поскольку итальянская армия ожидала «Рождественское наступление» со стороны Эфиопии. Заместитель министра иностранных дел Италии Фульвио Сувич находил в это время Муссолини «обескураженным и охваченным фатализмом», представитель Италии в Совете Лиги Наций Помпео Алоизи расценивал международную ситуацию как «абсолютно неопределенную, запутанную и не имеющую направления». В письме к Муссолини от 22 декабря Лаваль упрекал его за затягивание с принятием плана: «исход мира в Европе находится в руках Италии». Муссолини через три дня написал ответ, обещая не делать ничего, что могло бы привести к непоправимому разрыву с Францией. Но уже в январе кабинет Лаваля во Франции пал, в Великобритании 22 декабря министром иностранных дел был назначен противник итальянского фашизма Энтони Иден, который вступил в должность 2 января 1936 года.
Однако со временем ситуация для Италии улучшилась. В отношении Италии не были введены системные санкции, введение эмбарго на нефть было отложено Лигой Наций на неопределенный срок. Бадольо справился с эфиопским «Рождественским наступлением» и перешёл в контрнаступление. Генерал Родольфо Грациани, командующий Южной армией в Сомали, продвинулся к Харэру через Огаден. Сложившаяся ситуация дала Муссолини возможность развивать военное наступление, не будучи связанным дипломатией или решениями Лиги Наций.

## Итог
Соглашение, переданное по дипломатическим каналам эфиопскому правительству, не было принято Эфиопией, поскольку фактически вело к упразднению её независимости. Британское правительство отозвало план, и Хор подал в отставку. В январе 1936 года во Франции на волне возмущения пактом пал кабинет Лаваля. В начале 1936 года Италия начала в Эфиопии новое, более масштабное наступление, используя отравляющий газ, и 5 мая 1936 года итальянские войска вошли в Аддис-Абебу.
Британский историк Алан Джон Персиваль Тейлор утверждал, что это соглашение «убило Лигу [Наций]» и что пакт «был совершенно разумным планом, в соответствии с предыдущими актами Лиги о примирении от Корфу до Маньчжурии», который положил бы конец войне, удовлетворил Италию и оставил Эфиопию с более значимой для неё национальной территорией, но что «здравый смысл плана был, в обстоятельствах того времени, его жизненно важным недостатком».